# Tramwaje w Villa Alegre
Tramwaje w Villa Alegre − zlikwidowany system komunikacji tramwajowej w Villa Alegre w Chile.

## Historia
14 sierpnia 1911 inżynier Antonio Bellet zabezpieczył franczyzę na budowę i eksploatację linii tramwaju elektrycznego. Wkrótce między innymi Antonio Bellet i burmistrz Villa Alegre Eusebio Sotomayor założyli spółkę Sociedad Ferrocarril Eléctrico de Villa Alegre. Zakup taboru w Niemczech nie był możliwy z powodu wybuchu I wojny światowej dlatego zakupiono używany tramwaj od spółki CET&L z Santiago. Wagon oznaczony w Villa Alegre numerem 1 został wyprodukowany w Wagonfabrik A.G. vorm. Paul Herbrand et C-ie. Köln-Ehrenfeld w Kolonii. Pierwszy przejazd po linii tramwajowej odbył się 23 sierpnia 1915, a oficjalne otwarcie linii nastąpiło 29 sierpnia. Rozstaw szyn na linii wynosił 1000 mm. W 1916 zakupiono drugi wagon z Santiago. W 1921 linię wydłużono o 2 km do Liucura. W planach była także budowa 10 km linii do San Javier, jednak tej linii nigdy nie zbudowano. Na początku lat 20. XX w. sieć tramwajowa liczyła 11 km, a do jej obsługi posiadano 3 wagony silnikowe i jeden wagon doczepny. Ze względu na częste awarie starych wagonów system zamknięto w październiku 1923, a spółkę rozwiązano. We wrześniu 1925 ruch wznowiono ale już 26 listopada 1926 ponownie zamknięto sieć. System tramwajowy został sprzedany firmie Avendaño y Lara. Firma ta wznowiła kursowanie tramwajów w 1926, były to już tramwaje benzynowe, które kursowały na przemian z tramwajami konnymi. Ostatecznie sieć zamknięto w 1931. Tramwaje stały w zajezdni do połowy lat 30. XX w.
Tramwaje elektryczne w Villa Alegre były piątym system tramwajowym tego typu w Chile.